# Massachusetts Army National Guard
La Massachusetts Army National Guard è una componente della Riserva militare della Massachusetts National Guard, inquadrata sotto la U.S. National Guard. Il suo quartier generale è situato presso la Hanscom Air Force Base.

## Organizzazione
Attualmente, al 1 Gennaio 2018, sono attivi i seguenti reparti :

### Joint Forces Headquarters
- JFHQ, Army Element
- Medical Detachment
- Recruiting & Retention Battalion
- 1st Civil Support Team (WMD)

### 26th Maneuver Enhancement Brigade
- Headquarters and Headquarters Company - Natick
- 26th Signal Network Company - Natick
- 101st Engineer Battalion
  -  Headquarters and Headquarters Company - Methuen
  -  Forward Support Company
  -  181st Engineer Company  (Vertical Construction) - JB Cape Cod
  -  379th Engineer Company (Horizontal Construction) - JB Cape Cod
    - 189th Engineer Team (Asphalt)

  -  182nd Engineer Company (Sapper) - Newburyport
  - 179th Engineer Team (Fire-Fighting) - JB Cape Cod
  - 180th Engineer Team (Fire-Fighting) - JB Cape Cod
  - 183rd Engineer Team (Survey & Design)
  - 188th Engineer Detachment (Facilities) - Camp Curtis Guild
  - 195th Engineer Team (Survey & Design)
- 211th Military Police Battalion
  - Headquarters & Headquarters Detachment - Lexington
  -  747th Military Police Company - Ware
  -  772nd Military Police Company - Taunton
  -  972nd Military Police Company - Reading

### 51st Troop Command
- Headquarters & Headquarters Company - Wellesley
- 126th Cyber Protection Battalion
  -  Headquarters and Headquarters Company - Hanscom Air Force Base
  -  136th Cyber Security Company (-) 
    - Detachment 1 - New Hampshire Army National Guard
    - Detachment 2 - Vermont Army National Guard

  -  146th Cyber Warfare Company (-)
    - Detachment 1 - Connecticut Army National Guard
    - Detachment 2 - Maine Army National Guard
- 1st Battalion, 181st Infantry Regiment - Sotto il controllo operativo della 44th Infantry Brigade Combat Team, New Jersey Army National Guard
  -  Headquarters and Headquarters Company - Worcester
  -  Company A - Feeding Hills
  -  Company B - Gardner
  -  Company C - Cambridge
  -  Company D (Weapons) - Hudson
  -  Company I (Forward Support), 250th Brigade Support Battalion - Leominster
- 1st Battalion, 182nd Infantry Regiment - Sotto il controllo operativo della 27th Infantry Brigade Combat Team, New York Army National Guard
  -  Headquarters and Headquarters Company - Melrose
  -  Company A - Stoughton
  -  Company B - Melrose
  -  Company C - Braintree
  -  Company D (Weapons) - Middleborough
  -  Company I (Forward Support), 427th Brigade Support Battalion - Dorchester
- 1st Battalion, 101st Field Artillery Regiment - Sotto il controllo operativo della 86th Infantry Brigade Combat Team, Vermont Army National Guard
  -  Headquarters and Headquarters Battery - Brockton
  -  Battery A (-) - Fall River
  - Battery B - Vermont Army National Guard
  -  Battery C - Danvers
  -  Company F (Forward Support), 186th Brigade Support Battalion (Aggregata) - Quincy
- 65th Public Affairs Detachment - West Newton
- 387th Ordnance Company - JB Cape Cod
- 272nd Chemical Company (Recon & Decon) - Camp Curtis Guild
- 182nd Area Support Medical Company - Natick
- Company C, 1st Battalion, 20th Special Forces - Chicopee

### 79th Troop Command
- Headquarters & Headquarters Company - Rehoboth
- 101st Financial Management Support Detachment
- 215th Army Band

### 151st Regional Support Group
- Headquarters & Headquarters Company
- 164th Transportation Battalion
  -  Headquarters & Headquarters Company - Dorchester
  -  1058th Transportation Company (Light-Medium Truck, Cargo) - Hingham
  -  1060th Transportation Company (Medium Truck, Cargo) - Framingham
  -  1166th Transportation Company (Light-Medium Truck, Cargo) - Worcester
  -  110th Ordnance Company - Devens
  -  125th Quartermaster Company - Worcester
- Army Aviation Facility #1 - Joint Base Cape Cod
- Army Aviation Facility #2 - Barnes Army National Guard Base
- 3rd Battalion, 126th Aviation Regiment (General Support) - Sotto il controllo operativo della Expeditionary Combat Aviation Brigade, 42nd Infantry Division, New York Army National Guard
  -  Headquarters & Headquarters Company (-) - Joint Base Cape Cod
  -  Company A (CAC) - Joint Base Cape Cod - Equipaggiato con 8 UH-60L 
  - Company B (-) (Heavy Lift) - Maryland Army National Guard
  - Company C (-) (MEDEVAC) - Vermont Army National Guard
    - Detachment 1 - Barnes ANGB - Equipaggiato con 4 HH-60M 

  -  Company D (-) (AVUM) - Joint Base Cape Cod
  -  Company E (-) (Forward Support) - Joint Base Cape Cod
  -  Company F (ATS) - Joint Base Cape Cod
  - Company G (-) (MEDEVAC) - Maine Army National Guard
- Detachment 1, Company C, 1st Battalion, 224th Aviation Regiment (Security & Support) - Equipaggiato con 2 UH-72A
- Detachment 12, Operational Support Airlift Command - Equipaggiato con 1 C-26E
- Detachment 3, Company B (-) (AVIM), 638th Aviation Support Battalion - Barnes ANGB
- Company D, 223rd Military Intelligence Battalion - Cambridge